# HMS Reclaim
Le HMS Reclaim était un navire de plongée profonde et de sauvetage sous-marin de la Royal Navy britannique. Il devait à l’origine être le navire de sauvetage océanique de classe King Salvor Salverdant et était équipé d’équipements spécialisés, notamment de caméras de télévision sous-marines et d’appareils sonar et d’échosondage. Il était également équipé pour le sauvetage sous-marin.
Au moment de sa mise en service en 1949, le Reclaim était le seul navire de la Royal Navy capable de mener des opérations de plongée profonde. Une fois terminé, le Reclaim a été attaché au HMS Vernon, à Portsmouth, en tant que bâtiment-base de plongée.
Il fut le dernier navire de guerre britannique à avoir des voiles. Bien que rarement utilisées, elles pouvaient ajouter un demi-nœud à sa vitesse.

## Engagements
En 1948, plongeant depuis le Reclaim, le maître Wilfred Bollard a établi un record du monde de plongée profonde de 535 pieds (163 m).
Le 14 juin 1951, le Reclaim a trouvé l’épave immergée du sous-marin HMS Affray, disparu depuis le 17 avril. Au cours de cette recherche, son nouvel appareil de télévision sous-marine a été utilisé. L’un des plongeurs du Reclaim travaillant sur le Affray était Lionel « Buster » Crabb, qui est devenu célèbre plus tard quand en 1956 il a disparu dans le port de Portsmouth.
En 1953, il participe à la Revue de la flotte à Spithead lors du couronnement d'Élisabeth II.
Le 12 octobre 1956, le lieutenant George Wookey de la Clearance Diving Branch de la Royal Navy a plongé du HMS Reclaim pour établir un nouveau record de plongée profonde de 600 pieds (180 m) dans le Sørfjord, en Norvège.
En 1960, le Reclaim a été affecté au HMS Lochinvar, à Port Edgar, pour servir de navire de soutien aux contre-mesures de mines et de navire d’essais de plongée. De janvier et mai 1961, il a effectué des essais de plongée dans les îles Canaries. Il a ensuite été relevé en tant que navire de soutien aux contre-mesures de mines par le mouilleur de mines HMS Abdiel, ce qui lui a permis de se concentrer sur ses rôles de navire de soutien de plongée profonde.
En 1962, le programme d’essais de plongée profonde a commencé, culminant en 1965 avec dix plongées à 600 pieds (180 m) au large de Toulon.
En 1968, le Reclaim a participé à l’opération de sauvetage de l’avion Aer Lingus Vickers Viscount 803 EI-AOM, le « Saint Phelim », qui s’était écrasé dans la mer d'Irlande au large de Tuskar Rock le 24 mars 1968. Sur une période de 26 jours, les plongeurs travaillant à partir du Reclaim ont effectué 91 plongées à des profondeurs de 250 pieds (76 m), réussissant à récupérer un tiers de l’épave de l’avion. Malheureusement, lorsque le Reclaim a tenté de remonter le fuselage à la surface à l’aide de sangles au lieu de filets, l’épave s’est brisée en atteignant la surface et a coulé.
En mai 1974, le Reclaim a été envoyé à Harstad, en Norvège, pour récupérer un hélicoptère Westland Wessex du HMS Hermes écrasé en mer. Le Wessex n’a été localisé que lorsque le Reclaim a détecté l’hélicoptère à l’aide de sa caméra sous-marine. L’opération, largement réussie, a été gâchée lorsque la boîte de vitesses et le moteur se sont détachés du corps de l’aéronef.
En 1977, le Reclaim a assisté à la Revue de la flotte au large de Spithead pour le jubilé d'argent de la reine en 1977. Le Reclaim fut le seul navire à assister à la fois aux revues du couronnement et du jubilé d’argent.
En 1979, le Reclaim, qui était à l’époque le plus ancien navire de la Marine, a été vendu, pour être remplacé par le nouveau navire d’opérations des fonds marins HMS Challenger. Il est arrivé le 15 mai 1982 à Bruges, en Belgique, pour la démolition.

## Dans la culture populaire
Le HMS Reclaim a servi de lieu de tournage pour la série télévisée Doctor Who, dans l’épisode The Sea Devils en 1971.